# Liste ehemaliger Gemeinden in der Präfektur Miyagi

Gemeindegliederung von Miyagi 1950, die Grenzen von -gun und -shi (Landkreise & kreisfreie Städte) fett

Gemeindegliederung von Miyagi 1975, Gemeindegrenzen von 2009 fett

Diese Liste führt alle ehemaligen Gemeinden (-shi/-chō/-son) in der japanischen Präfektur (-ken) Miyagi seit der Modernisierung der Kommunalordnungen 1888/89 (shisei, chōsonsei) auf.